# Turija (rijeka u BiH)
Turija  je rijeka u Bosni i Hercegovini.
Izvor rijeke Turije nalazi se ispod Brezja, sjeverozapadno od Banovića. Ulijeva se u jezero Modrac kod Lukavca. Površina porječja iznosi 243 km2, a najznačanije pritoke su joj Bukovica i Brijesnica.
Glavni zagađivač Turije je rudnik mrkog ugljena Banovići.